# Velîkîi Lazuciîn, Teofipol
Velîkîi Lazuciîn (în ucraineană Великий Лазучин) este localitatea de reședință a comunei Velîkîi Lazuciîn din raionul Teofipol, regiunea Hmelnîțkîi, Ucraina.

## Demografie
Componența lingvistică a localității Velîkîi Lazuciîn
     Ucraineană (100%)
Conform recensământului din 2001, toată populația localității Velîkîi Lazuciîn era vorbitoare de ucraineană (100%).